# Andreea Isărescu
Florenţa Isărescu (Bucarest, 3 luglio 1984) è un'ex ginnasta rumena.

## Palmarès

### Olimpiadi
- 1 medaglia:
  - 1 oro (Sydney 2000 nel concorso a squadre)

### Mondiali
- 1 medaglia:
  - 1 oro (Tianjin 1999 nel concorso a squadre)